# Les Baisers des anges déchus

Les Baisers des anges déchus (en russe : Поцелуи падших ангелов) est un film dramatique policier russe d'Alexandre Aravine sorti en 2007.

## Synopsis
Le film commence par une scène où Roman Demidov (joué par Evgueni Sidikhine) joue en famille aux voleurs, lorsque soudain il remarque que le pistolet que son fils tient en main n'est pas un jouet, mais un véritable pistolet. Il lui dit avec émotion: « ne prends jamais ça, tu m'entends mon fils! ». Quelques scènes plus tard, ce papa attentif et heureux va donner l'ordre de tuer quelqu'un qui lui est hostile...Une scène le montre dans un restaurant en train de lire un poème de François Villon sur le monde plein de saletés.

## Slogans du film
Il voulait la paix, il s'est préparé à la guerre !
Personne ne voulait tuer...

## Distribution
- Evgueni Sidikhine : Roman Demidov
- Lioubov Tolkalina : Marina
- Ioulia Galkina : Aliona
- Constantin Milovanov : Martin (prix du meilleur rôle masculin de second plan au festival de Shanghai 2007)
- Mikhaïl Jigalov : le père de Roman
- Alexeï Kravtchenko : Vladimir
- Youri Nazarov : Oleg Adamovitch
- Alexeï Ogourtsov : le garde du corps et ami de Roman
- Alexandre Tioutine : Arkady

## Fiche technique
- Titre original : Potseloui padchykh anguelov
- Réalisateur : Alexandre Aravine
- Scénario : Constantin Filimonov
- Producteur : Constantin Filimonov, Vadim Svechnikov, Maxime Svechnikov
- Chef-opérateur : Sergueï Akopov
- Musique : Evgueni Margulis
- Pays de production : Russie
- Langue : russe
- Année de sortie : 2007

## Commentaires
Roman Demidov marche dans la vie d'un pas sûr, personne ne peut l'arrêter. Il a une femme aimée et deux enfants. Il pense que l'homme seul peut diriger son propre destin. Cependant le film démontre l'aspect illusoire d'une telle allégation et nous présente en retour que tout ce qui nous arrive est prédéterminé. Ainsi chaque pas en avant, chaque choix est déterminé d'en haut. L'homme peut modifier le cours des choses, mais ne peut changer le résultat final.
Roman Demidov, homme absolument sûr de la prédictabilité du sort humain, devient lui-même otage de son passé « criminel » et des événements qui se passent autour de lui. C'est son monde qui s'effondre, sa famille, son affaire... Il essaye de sauver son dernier amour, mais en aura-t-il la force ?
Tous les protagonistes du film sont des « anges déchus », « déchus » certes, mais « anges ». S'il vous vient en tête de leur jeter la pierre, alors regardez en votre propre âme et vous y découvrirez obligatoirement votre « ange déchu ».

## Source de la traduction
- (ru) Cet article est partiellement ou en totalité issu de l’article de Wikipédia en russe intitulé « Поцелуи падших ангелов » (voir la liste des auteurs).